# 長島正充
長島 正充（ながしま まさみつ、1929年 - 2010年）は、日本の建築家。

## 経歴
東京都生まれ。旧制第一高等学校を経て、1953 年 東京大学工学部建築学科卒業。1956年 東京大学大学院数物系研究科修土課程修了。丹下研に所属。1961年からURTEC。この頃、秋田の家と写真家の家を発表。1973年独立、長島建築研究所代表取締役。1979 年聖グレゴリオの家設計で、JIA25年賞受賞 1989年 新高松空港旅客 ターナル設計。他代表作にパティオ北新宿、東久留米のセミナー施設、香川育英会東京学生寮（1994年）他。
訳書にジョン・J・フルーイン『歩行者の空間 - 理論とデザイン』（鹿島出版会）がある。